# Там весело
«Там весело» (англ. Fun Down There) — американський фільм-драма 1989 року, поставлений режисером Роджером Стіґліано. Прем'єра стрічки відбулася в лютому 1989 року на 39-му Берлінському міжнародному кінофестивалі, де він отримав премію «Тедді» за найкращий повнометражний фільм .
Фільм було випущено на DVD за допомогою Фреймлайн.

## Сюжет
Бадді, молодий хлопець-гей з провінції, виріс на фермі і знає усе про фермерське господарство, але нічого — про місто. І ось він їде до Нью-Йорку, де швидко знаходить нових друзів і зав'язує декілька романтичних знайомств, очевидно завдяки своїй наївності, яку він прямо-таки випромінює. Він зовсім звичайний хлопець, та проте притягує до себе друзів наче магніт…

## У ролях
| Івонн Фішер        | ···· | Сенді        |
| Мартін Голдін      | ···· | Анжело       |
| Ніколас Б. Нагорні | ···· | Джозеф       |
| Джинн Сміт         | ···· | Джуді Філдс  |
| Гретчен Соммервіль | ···· | Грета        |
| Бетті Вейт         | ···· | місіс Філдс  |
| Гарольд Вейт       | ···· | містер Філдс |

## Визнання
| Нагороди та номінації фільму «Там весело» | Нагороди та номінації фільму «Там весело»  | Нагороди та номінації фільму «Там весело»                | Нагороди та номінації фільму «Там весело» | Нагороди та номінації фільму «Там весело» | Нагороди та номінації фільму «Там весело» |
| Рік                                       | Кінофестиваль/кінопремія                   | Категорія/нагорода                                       | Номінант                                  | Результат                                 |                                           |
| ----------------------------------------- | ------------------------------------------ | -------------------------------------------------------- | ----------------------------------------- | ----------------------------------------- | ----------------------------------------- |
| 1989                                      | 39-й Берлінський міжнародний кінофестиваль | Премія «Тедді» — Найкращий повнометражний художній фільм | Там весело                                | Перемога                                  |                                           |